# Gonzalo Aguirre Arriz
Gonzalo Germán Aguirre Arriz (Lima, 15 de octubre de 1962) es un empresario y político peruano. Es cofundador del partido Todos por el Perú y ejerció como regidor de Lima desde enero del 2003 hasta diciembre del 2006.

## Biografía
Nació el 15 de octubre de 1962, siendo sus padres Carlos Aguirre Roca y Maria Isabel Arriz. Por su familia paterna, es sobrino del reconocido magistrado Manuel Aguirre Roca.
Realizó sus estudios escolares en el Markham College de la ciudad de Lima. Estudió la carrera de economía en London School of Economics, en el Reino Unido y también en la Universidad ESAN, en el Perú.
Ha sido presidente de IPAE empresarial hasta su renuncia en 2016 y tiene diversas inversiones agrícolas a lo largo de la provincia de Lima y Cañete.

## Participación política
En febrero del 2002 fue cofundador de la Coordinadora Nacional de Independientes, actualmente llamado Todos por el Perú.

### Regidor de Lima
Su primera participación en la política fue en las elecciones municipales del 2002, donde postulo al Concejo Municipal de Lima por Alianza Unidad Nacional que habría formado una coalición con la CNI. Aguirre resultó elegido como regidor para el periodo municipal 2003-2006.
Para las elecciones generales del 2006, su agrupación decidió separarse de Unidad Nacional para luego integrar el Frente de Centro, coalición política entre Acción Popular y Somos Perú con el fin de lanzar la candidatura presidencial de Valentín Paniagua. Aguirre integró la fórmula presidencial como candidato a la segunda vicepresidencia y también como candidato al Congreso de la República por Lima con el número 5, sin embargo, no logró tener éxito en ninguna de las 2 candidaturas.
Intentó, también sin éxito, postular a la Presidencia Regional de Lima en 2006. Tampoco tuvo éxito en su última candidatura al Congreso por Lima Provincias, en las elecciones del 2011 como miembro de la Alianza Solidaridad Nacional.
Para las elecciones del 2016, fue uno de los aportantes detrás de la campaña presidencial de Julio Guzmán por Todos por el Perú, quien luego su candidatura fuera anulada por el Jurado Nacional de Elecciones.